# Bóng chuyền bãi biển
Bóng chuyền bãi biển là một phiên bản bóng chuyển chơi trên mặt sân cát, giữa 2 đội với 2 thành viên mỗi đội và đã trở thành một môn thể thao ở thế vận hội từ năm 1996.
Giống như bóng chuyền trong nhà truyền thống, nhiệm vụ chính trong một trận đấu của vận động viên là đưa bóng qua lưới và dứt điểm nó trong phần sân đối diện, đồng thời cũng ngăn chặn nhiệm vụ tương tự của đối thủ. Mỗi đội được cho phép chạm vào bóng 3 lần để đưa bóng qua phần sân cần tấn công. Một pha bóng được bắt đầu với cú phát bóng - thực hiện ở sau vạch thi đấu, bóng bay qua lưới và nằm trong sân của đối thủ. Pha bóng kết thúc khi trái bóng chạm phần sân của một đội; bay ra ngoài vạch sân hoặc không được đưa qua phần sân đối thủ đúng cách (đưa bóng dưới lưới, bóng chạm cột giới hạn, tay chạm lưới hoặc đưa bóng qua phần sân bên kia sau 4 lần chạm bóng trở lên).
Đội dành điểm trong pha bóng trước đó sẽ được quyền phát bóng. 4 vận động viên thay phiên nhau phát bóng trong suốt trận đấu.
Bóng chuyền bãi biển được lần đầu biết đến ở miền nam bang California,Hoa Kỳ, và nay đã được phổ biến trên toàn thế giới.

## Điểm khác biệt với bóng chuyền trong nhà
- Được chơi trên mặt cát (biển hoặc nhân tạo), không phải sân cứng trong nhà.[3]
- Vận động viên có thể để chân trần thi đấu.
- Kích thước sân đấu bóng chuyền bãi biển là 16m dài và 8m rộng,[4] so với 18m dài và 9m rộng của bóng chuyền trong nhà.
- Sân đấu bóng chuyền bãi biển không có vạch tấn công (vạch 3 mét)
- Mỗi đội có 2 vận động viên so với 6 vận động viên của bóng chuyền trong nhà, ngoài ra bóng chuyền bãi biển không cho phép thay người.
- Hệ thống tính điểm: Một đội được tính thắng một set khi được 21 điểm, thắng 2 trong ba sét (sét cuối chỉ tính đến 15) thì thắng chung cuộc.
- Không được phép chạm bóng bằng lòng bàn tay.
- Cú chắn bóng trên lưới được tính là một trong ba lần chạm bóng cho phép, trong khi bóng chuyền trong nhà thì không tính.
- Trong trận đấu bóng chuyền bãi biển không có sự hiện diện của huấn luyện viên.
- Vận động viên được phép chạy vượt qua phần dưới của lưới sang phần sân bên kia, miễn là điều đó không ảnh hưởng đến lối chơi của đối thủ.
- Hai đội đổi sân sau mỗi 7 điểm, thay vì mỗi set như bóng chuyền trong nhà.
- Không có vị trí libero.[5]

Điểm giống nhau duy nhất của 2 phiên bản bóng chuyền là lưới, với chiều cao là 2.43 m cho nam giới và 2.24 m cho nữ giới.

## Các kĩ năng

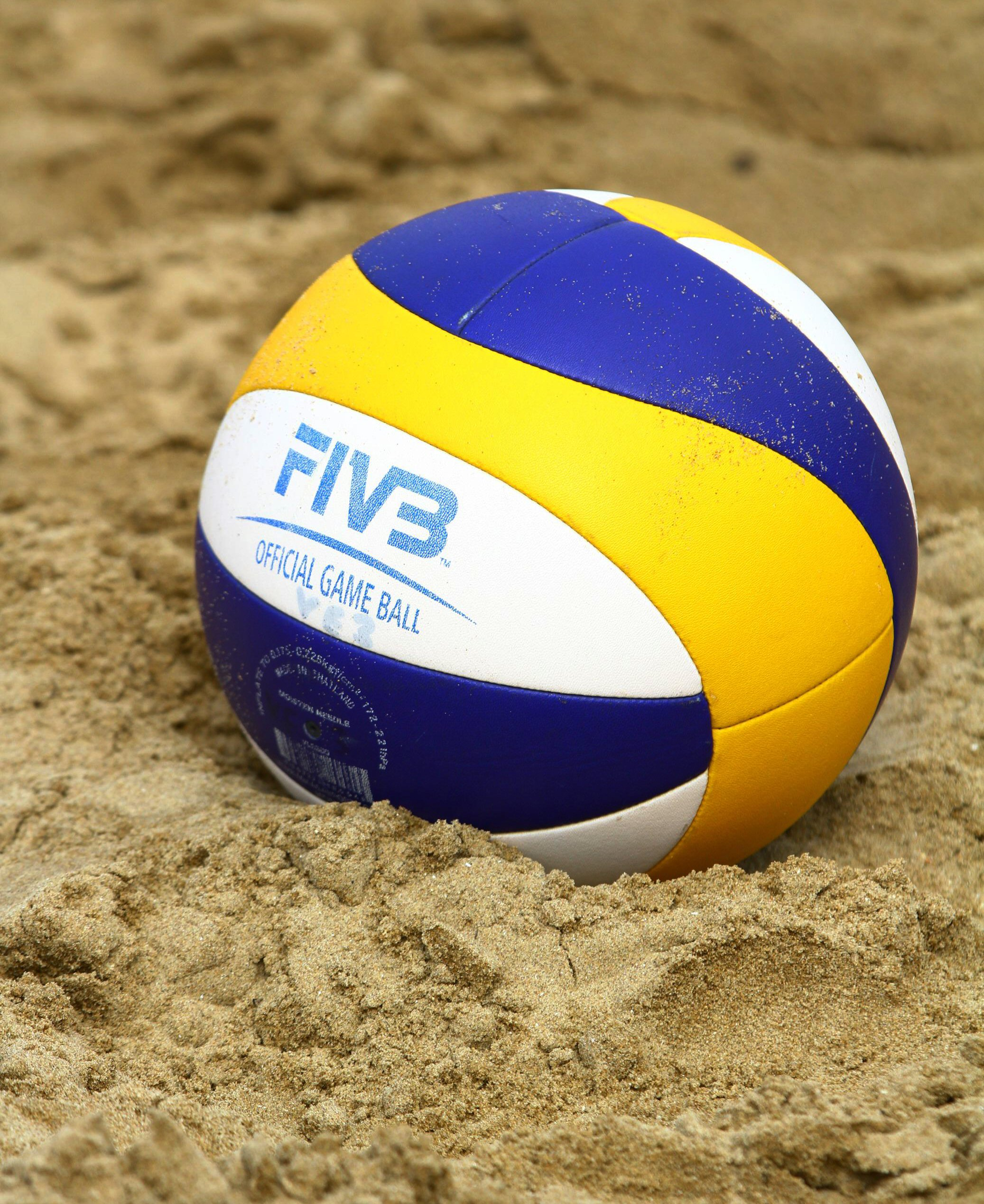
Một quả bóng chuyền bãi biển

Những kĩ năng cần có trong môn bóng chuyền bãi biển là:
- Phát bóng (serving)
- Chuyền bóng (passing)
- Kiến tạo (setting)                        .
- Tấn công (attacking)
- Chắn bóng (Blocking)
- Bay người đỡ bóng (Digging)

## Đặc điểm chạm bóng
Bóng có thể chạm vào bất kì bộ phận nào trên cơ thể (trừ cú giao bóng chỉ được phép thực hiện bằng tay), không được sử dụng hành động bắt bóng hoặc ném bóng. Với một lần chạm bóng, vận động viên chỉ có thể tiếp xúc với bóng một lần.

## Thành phần tham dự
Mỗi đội chỉ có 2 vận động viên và không hề có dự bị, vì vậy nên sẽ không có định nghĩa về vị trí thi đấu. Cả hai vận động viên có thể thay đổi vị trí cho nhau, và khái niệm lỗi vị trí cũng không tồn tại.

## Tín hiệu chắn bóng
Vận động viên bóng chuyền bãi biển sử dụng tín hiệu tay để chỉ thị phương án chắn bóng trong pha tấn công của đối thủ. Tín hiệu chắn bóng được đặt ở mông để thuận tay và tránh việc bị đối thủ bắt bài. Tín hiệu thường được đưa ra bằng cả hai tay (bằng 1 tay rất hiếm, tùy thuộc vào đấu pháp của từng đội), mỗi tay đại diện cho một phong cách chắn bóng cho từng tình huống tấn công nhất định của đối thủ. Người ra tín hiệu có thể "nháy" ngón tay để chỉ hướng phát bóng cho đồng đội.
Nếu người phát bóng cũng là người sẽ thực hiện cú chắn bóng thì người đó sẽ chạy đến sát lưới ngay sau khi phát bóng, còn ngược lại chính người ra tín hiệu sẽ ở lại phần sau của sân đấu.
Tín hiệu chắn bóng đôi khi cũng được đưa ra ngay trước khi đối phương đập bóng tấn công.

#### Những tín hiệu chắn bóng thông dụng
- Nắm chặt tay

Nắm chặt tay phía nào thì sẽ không thực hiện chắc bóng ở phía đấy, thay vào đó người chắn bóng sẽ "rút lui" đỡ bóng từ phía sau.
- Một ngón tay

Người chắn bóng sẽ chắn theo hướng đối thủ đập bóng dọc sân ứng với vạch kẻ sân gần nhất từ vị trí đứng.
- Hai ngón tay

Người chắn bóng sẽ nhảy chắn bóng theo hương đối thủ đập bóng chéo sân.
- Để mở lòng bàn tay

Người chắn bóng giữ nguyên vị trí, theo sát đường kiến tạo của đối thủ rồi nhảy lên vung tay qua lưới bên kia để tranh chấp bóng trực tiếp với người tấn công bên phía đối thủ.
Ở châu Âu, đôi khi tín hiệu "nắm chặt tay" và "mở lòng bàn tay" có cách dùng ngược lại với nhau.
Khi thi đấu với đối thủ ở quốc gia khác, các vận động viên có thể đưa ra tín hiệu chắn bóng bằng miệng qua tiếng bản địa. Ngoài ra, trang phục thi đấu cũng có thể được dùng để đưa chiến thuật.
Trong các trận đấu, các nhân viên quay phim được phép quay lại tín hiệu phát bóng của các vận động viên và phát sóng nó trên truyền hình, nhưng không được đưa lên màn hình sân đấu để tránh lộ chiến thuật.

## Các liên đoàn quản lý

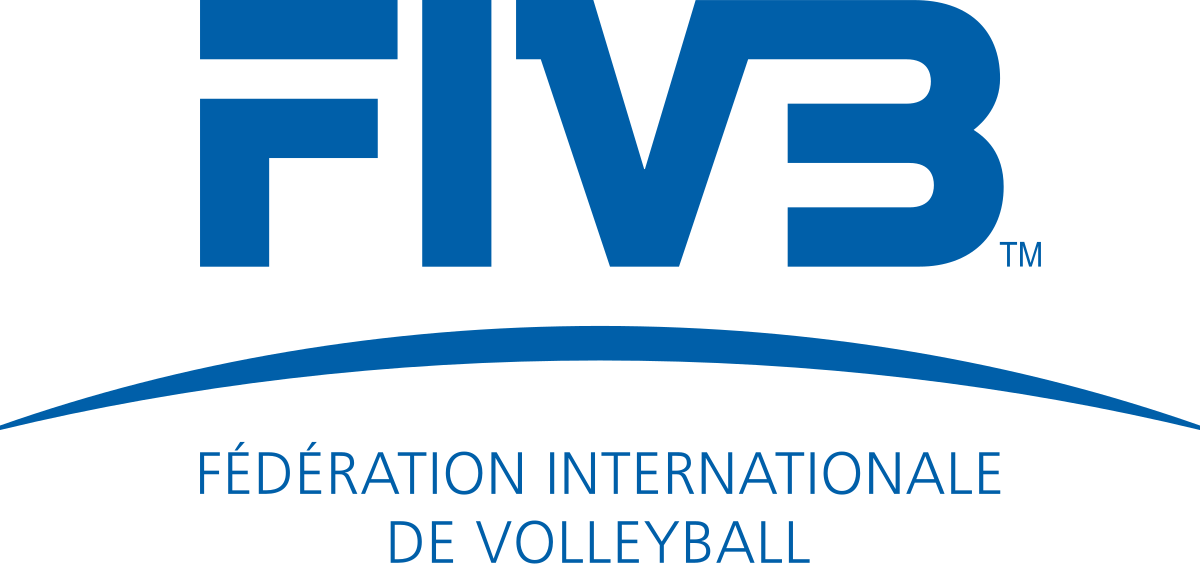
FIVB(Fédération Internationale de Volleyball) là một cơ quan quản lý bộ môn bóng chuyền bãi biển ở mức độ cao nhất

Cơ quan quản lý bộ môn bóng chuyền bãi biển ở mức độ cao nhất là FIVB (Liên đoàn bóng chuyền thế giới). Hệ thống giải đấu thế giới chính thức là FIVB World Tour.
Ở cấp châu lục, bộ môn này được quản lý bởi các liên đoàn sau:
- Châu Á và châu Đại Dương: AVC
- Châu Phi: CAV
- Châu Âu: CEV
- Bắc Mỹ và Caribbean: NORCECA
- Nam Mỹ: CSV

## Tranh cãi về trang phục thi đấu
Năm 1999, FIVB đưa ra chuẩn trang phục thi đấu của môn bóng chuyền bãi biển, với trang phục áo tắm được áp dụng chính thức.. Điều này đã tạo nên một làn sóng lo ngại trong một số vận động viên.
Chiếu theo luật chính thức, vận động viên nữ giới sẽ thi đấu với quần bikini và áo ngực thể thao, hoặc bikini một mảnh. Các vận động viên nổi tiếng đương thời như Natalie Cook người Úc hay Holly McPeak người Mỹ đã tỏ ý tán thành với điều luật này, dựa vào sự phù hợp của trang phục thi đấu với điều kiện cát và nhiều nắng của sân đấu. Nhưng vận động viên người Anh Denise John lại cho rằng việc mang bikini và áo ngực thi đấu chỉ nhằm để khiến hình ảnh các vận động viên nữ trở nên "khêu gợi" hòng thu hút khán giả.
Một số sự kiện thể thao có bộ môn bóng chuyền bãi biển đã phải điều chỉnh điều lệ trang phục vì không phù hợp với nền văn hóa bản địa. Ví dụ như Đại hội Thể thao Nam Thái Bình Dương năm 2007, ban tổ chức đã bắt buộc các vận động viên mang những trang phục kín đáo hơn (quần đùi và áo có tay). Ở kì Á vận hội 2006, chỉ có một quốc gia Hồi giáo tham dự bộ môn này (Iraq), và việc các vận động viên Đông Á sử dụng nhưng trang phục được cho là "kiệm vải" đã làm dấy lên rất nhiều cuộc tranh luận về văn hóa.
Đầu năm 2012, FIVB ra thông báo cho phép các vận động viên được mang quần đùi (cao trên đầu gối 3 cm) và áo có tay nhằm tôn trọng nền văn hóa của nhiều quốc gia. Điều luật sửa đổi này đã có vai trò đáng kể đến chất lượng của Olympics London năm 2012, khi một số vận động viên đã phải mang thêm áo có tay hoặc quần bó khi nhiệt độ buổi đêm ở thành phố này xuống quá thấp.
Dù điều luật đã thoáng hơn, nhưng trên thực tế, áo ngực và quần bikini vẫn là lựa chọn phổ biến nhất về trang phục thi đấu của giới vận động viên bộ môn bóng chuyền bãi biển. Điều này không chỉ giúp cho bộ môn này ngày càng phát triển rộng rãi, mà còn tạo thêm rất nhiều cuộc tranh luận, chủ yếu nhằm vào những buổi phát sóng trực tiếp của nó, khi một số ý cho rằng những góc quay thường xuyên tập trung vào cơ thể của các vận động viên hơn là những phá bóng mãn nhãn.

## Những chấn thương thường gặp

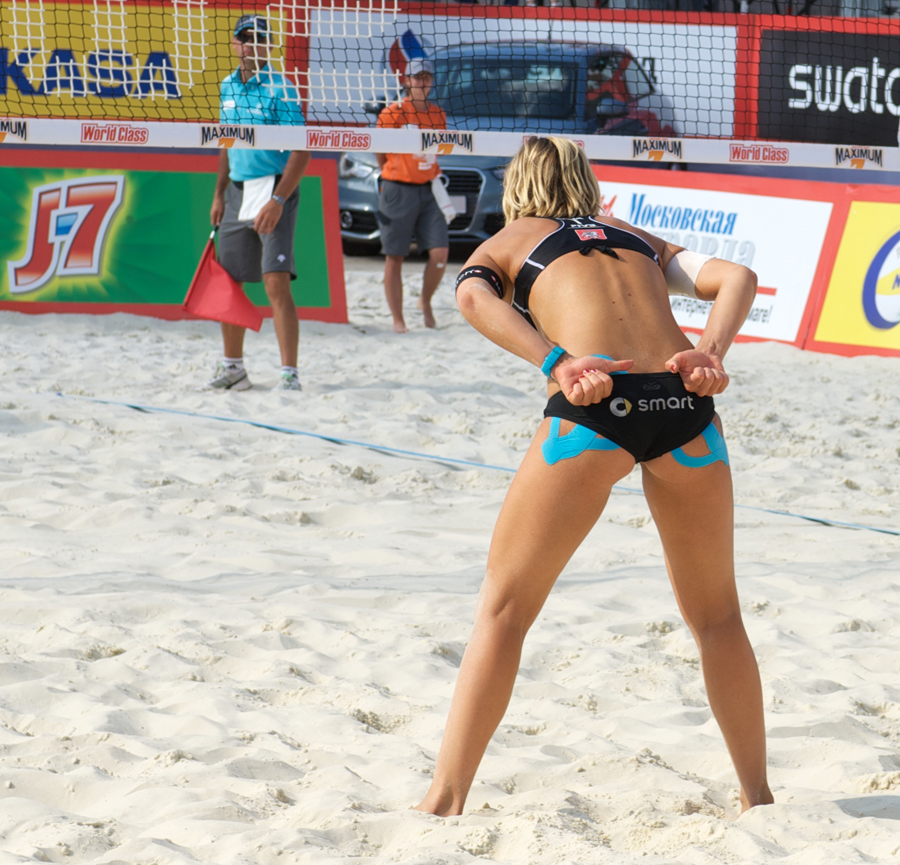
Một vận động viên với băng kinesiology dán ở phần thân sau và đầu gối, những nơi rất dễ tổn thương khi tham gia thi đấu bóng chuyền bãi biển.

Chấn thương hay gặp phải ở những vận động viên bóng chuyền bãi biển là đầu gối, cổ chân và ngón tay. Những cơn đau nhất vì vận động đầu gối, gân dưới và vai quá sức cũng rất thường thấy. Nhiều vận động viên đã dùng loại giảm đau băng kinesiology. Loại băng này ngày càng được phổ biến rộng rãi khi các vận động viên bộ môn này luôn mang nó khi thi đấu ở những đấu trường lớn, đặc biệt là Olympic năm 2008 ở Bắc Kinh và 2012 ở Luân Đôn.